# سودة (ناطع)

تعديل مصدري - تعديل

سودة هي إحدى قرى عزلة ال منصور بمديرية ناطع التابعة لمحافظة البيضاء، بلغ تعداد سكانها 160 نسمة حسب تعداد اليمن لعام 2004.